# Banaba
Banaba (Ocean Island), naseljeni koraljni otok u sastavu Kiribata.

## Zemljopis
Nalazi se 400 km zapadno od Gilbertovog otočja. S 87 metara visine, najviši vrh otoka ujedno je i najveći vrh na cijelim Kiribatima.

## Povijest
Otkrio ga je britanski brod "Ocean" 1804. godine. Eskalacijom rata na Pacifiku otok su 1942. okupirale japanske snage prilikom čega je većina žitelja odvedena u radne logore na druge pacifičke otoke. Neposredno nakon rata, stanovništvo je preseljeno na otok Rabi (Fidži) koji je za njih kupila britanska vlada. Iako je Rabi otok bogat pitkom vodom i plodnim vulkanskim tlom, naseljenici su na njemu ostavljeni s nedostatnim zalihama u sezoni ciklonskih oluja. Sve to kao posljedicu je imalo generalno pogoršanje njihovih zdravstvenih stanja.
Zbog iskapanja fosfatnih nalazišta koja su iscrpljena do 1979., lokalnom eko-sustavu nanesena je velika šteta tako da je velik dio otoka postao nenastanjiv. Zbog ovoga, stanovnici otoka su 1971. pokrenuli tužbu protiv britanske vlade. Konačno rješenje spora stiglo je 1981. u obliku naknade od 10 milijuna australskih dolara.
Godine 1990. australska kompanija izradila je studiju isplativosti ponovnog pokretanja rudarskih iskapanja. Iako su otkrivene velike količine kadmija, od svega se odustalo zbog potrebe za velikim financijskim ulaganjima u opremu koja se na otoku neodržavana nalazi od 1980. Dodatne studije kiribatijska je vlada naručila od novozelandske kompanije tijekom 2000. i 2001. Iako je ovo naišlo na negodovanje lokalnog stanovništva, vjeruje se kako bi upravo novac dobiven iskapanjem ostatka fosfata bio dostatan za obnovu i razvoj otoka.

## Uprava
Zbog svog političko-upravnog statusa, Banaba je svojevrsna anomalija. Iako je službeno dio Kiribatija, lokalnu administraciju obnaša Rabijsko vijeće vođa koje se nalazi na Rabiju, Fidži. Iako su otočani neprestano tražili neovisnost, Vlada Ujedinjenoga Kraljevstva prepustila je rješavanje ovoga pitanja Kiribatiju.

## Vanjske poveznice
|  | Zajednički poslužitelj ima još gradiva o temi Banaba |